# Stanley Kunitz
Stanley Kunitz, född 29 juli 1905 i Worcester, Massachusetts, död 14 maj 2006 på Manhattan i New York, var en amerikansk poet.
Kunitz debutsamling, Intellectual Things, gavs ut 1930. När han år 2000, 95 år gammal, utsågs till den ärofyllda posten som United States Poet Laureate, konstaterade Robert Campbell i New York Times Book Review att Kunitz var den mest framstående levande amerikanska poeten. Han hade då skrivit och gett ut diktsamlingar regelbundet under hela tiden från sin debut. För tredje diktsamlingen, Selected Poems 1928-1958, mottog han Pulitzerpriset för poesi 1959.
Kunitz influerade poeter som Theodore Roethke, W.H. Auden och Robert Lowell, liksom många andra i egenskap av mentor och lärare. Han undervisade bland annat vid Yale University, Columbia University, Princeton University, Rutgers University och University of Washington.